# 1.ª Brigada de Paracaidistas/Asalto (Grecia)
La 1.ª Brigada de Paracaidistas/Asalto (en idioma griego: 1η ΤΑΞΚΔ-ΑΛ - 1η Ταξιαρχία Kαταδρομών-Αλεξιπτωτιστών) es una brigada de la infantería griega de élite y de las unidades de operaciones especiales. La unidad es más comúnmente referida como Fuerzas de Incursión (en idioma griego: Δυνάμεις Kαταδρομών - Dynameis Katadromon).

## Historia

### Compañía Sagrada
El núcleo de la unidad de asalto fue la Compañía Sagrada (Ieros Lochos), un equipo griego de comandos anexo a la 1.ª Brigada SAS durante la Segunda Guerra Mundial. Sus miembros eran principalmente oficiales que habían volado desde el norte de África, poco después de la caída griega ante las fuerzas del Eje. Después de su formación, la compañía sagrada, igualmente conocida como la Banda Sagrada, junto con una unidad de comandos franceses y británicos conformaron las bases del Destacamento L, un componente del SAS que se especializaba en incursiones de ataque y escape en los aeródromos, puertos y almacenes de combustible de las fuerzas del Eje en todo el norte de África.

### LOK
Cuando la guerra civil griega estalló en 1946, el gobierno griego decidió formar una unidad especial de combate, principalmente para ayudar a la realeza griega y a las fuerzas británicas a liberar territorio que aún estaba en manos de guerrillas inspiradas en el comunismo. Las Compañías de Saqueadores de la Montaña o LOK (en griego: ΛΟΚ - Λόχοι Ορεινών Καταδρομών), Lohi Oreinon Katadromon, fueron creadas el 20 de enero de 1947 y empezaron las operaciones casi inmediatamente en los territorios montañosos de Grecia. El Escuadrón de Saqueadores Beta se formó en Vouliagmeni, Atenas, en agosto de 1947 y tomó parte en las operaciones de la Guerra Civil en Tesalia, Grecia Central, Epiro, Macedonia y Euvoia.

## Estructura
1.ª Brigada Paracaidista/Incursión en Rentina, Macedonia.
- 480.º Batallón de Transmisiones (480ο ΤΔΒ - 480 Tagma Diavivaseon).
- 1.º Regimiento de Incursión (1ο ΣΚ - 1 Syntagma Katadromon).
  - Escuadrón de Incursión Beta (Β΄ ΜΚ - Beta Mira Katadromon).
  - Escuadrón de Incursión Delta (Δ΄ ΜΚ - Delta Mira Katadromon).
  - Escuadrón de Incursión Epsilon (Ε΄ ΜΚ - Epsilon Mira Katadromon).
  - 14.ª Compañía de Transmisiones (14 ΛΔΒ - 14 Lochos Diavivaseon).
- 2.º Regimiento Paracaidista (2ο ΣΑΛ - 2 Syntagma Alexiptotiston).
  - 1.º Escuadrón Paracaidista (1η ΜΑΛ - 1 Mira Alexiptotiston).
  - 2.º Escuadrón Paracaidista (2η ΜΑΛ - 2 Mira Alexiptotiston).
  - 18.ª Compañía de Señales (18 ΛΔΒ - 18 Lochos Diavivaseon).
- 13.º Mando de Operaciones Especiales «Compañía Sagrada» (13η ΔΕΕ Ιερός Λόχος - 13 Dioikisi Eidikon Epiheiriseon «Ieros Lochos»).
  - Escuadrón de Incursión Anfibia Alpha (Α΄ ΜΑΚ - Alpha Mira Amfivion Katadromon).
  - Escuadrón de Incursión Anfibia Gamma (Γ΄ ΜΑΚ - Gamma Mira Amfivion Katadromon).
  - 13.ª Compañía de Transmisiones (13ος ΛΔΒ - 13 Lochos Diavivaseon).
- Unidad Paracaidista Especial (ETA - Eidiko Tmima Alexiptotiston).
- Escuadrón de Incursión Anfibia Zeta (Ζ΄ ΜΑΚ - Zeta Mira Amfivion Katadromon).